# Zahleh
Zahleh (Arabisch: زحلة; ook Zahlah of Zahlé) is de hoofdstad van zowel het gouvernement Beka als van het gelijknamige district Zahleh in Libanon. De stad ligt 52 kilometer ten oosten van de Libanese hoofdstad Beiroet. 

## Demografie
Met ongeveer 79.000 inwoners is het de op zes na grootste stad in Libanon, waarvan het grootste deel christelijk zijn.
In 2014 bestond het electoraat in Zahlé voor 82,58% uit christenen en voor 16,81% uit moslims. Van de kiezers was 28,27% Melkitisch-katholiek, 23,77% Maronitisch-katholiek, 12,62% Grieks-orthodox, 10,24% sjiitisch, 7,55% Syrisch-orthodox en 6,55% soennitisch.

## Bekende personen
- Shakira, Colombiaans-Libanese zangeres
- Said Akl, Libanees dichter, filosoof en politicus
- Charles Elachi, geboren in het nabijgelegen Riyaq, voormalig directeur van het Jet Propulsion Laboratory van NASA
- Elias Hrawi, president van Libanon (1989–1998)
- Najwa Karam, Libanees zangeres en actrice
- Mário Zagallo, Braziliaans voetballer en coach, van Libanese afkomst uit Zahleh